# Schermen op de Paralympische Zomerspelen 1984
De VIIe Paralympische Spelen werden in 1984 gehouden in Stoke Mandeville (Verenigd Koninkrijk) en New York, Verenigde Staten.
De Paralympics van 1984 werden in twee verschillende landen georganiseerd. Dit was vooral te wijten aan de Amerikaanse Gehandicaptensport Organisaties. Met name de Amerikaanse Wheelchairsport Association wilde dermate veel invloed en atleten op de Spelen, dat dat voor de andere Organisaties (Blinden, Spastici en Amputees) niet accepteerbaar was. Deze drie organisaties besloten om de Paralympics in New York USA te houden van 16 juni tot 30 juni 1984, zonder de rolstoelers. Deze kregen hun eigen spelen in Stoke Mandeville, Verenigd Koninkrijk van 23 juli tot 1 augustus 1984.
Schermen was een van de 18 sporten tijdens deze spelen. Nederland had geen deelnemers tijdens deze spelen bij het schermen.

## Mannen

### Floret
| \| Rank \| Land \| \| ---- \| -------------- \| \| 1 \| Frankrijk \| \| 2 \| West-Duitsland \| \| 3 \| Hongkong \| |                |
| Rank | Land           |
| 1 | Frankrijk      |
| 2 | West-Duitsland |
| 3 | Hongkong       |

| Klasse | !land | Goud              | land | Zilver            | land | Brons                |
| ------ | ----- | ----------------- | ---- | ----------------- | ---- | -------------------- |
| 2-3    | ITA   | Giulio Martelli   | FRG  | Hans-Joachim Bohm | FRA  | Beldjilau            |
| 4-5    | FRG   | Wilfried Lipinski | FRA  | Arthur Bellance   | KUW  | Ahmad Habib Al-Saleh |

### Degen
| \| Rank \| Land \| \| ---- \| ------------------- \| \| 1 \| Frankrijk \| \| 2 \| Italië \| \| 3 \| Verenigd Koninkrijk \| |                     |
| Rank | Land                |
| 1 | Frankrijk           |
| 2 | Italië              |
| 3 | Verenigd Koninkrijk |

| Klasse | !land | Goud            | land | Zilver            | land | Brons     |
| ------ | ----- | --------------- | ---- | ----------------- | ---- | --------- |
| 1B     | ITA   | Santo Mangano   | ITA  | Fabio Bernagozzi  | GBR  | Travis    |
| 1C     | FRG   | Guenter Spiess  | FRA  | Leroux            |      |           |
| 2-3    | FRA   | Andre Hennaert  | FRG  | Hans-Joachim Bohm |      |           |
| 4-5    | FRA   | Arthur Bellance | FRA  | Plane             | GBR  | J. Clarke |

### Sabel
| \| Rank \| Land \| \| ---- \| ------------------- \| \| 1 \| Frankrijk \| \| 2 \| Italië \| \| 3 \| Verenigd Koninkrijk \| |                     |
| Rank | Land                |
| 1 | Frankrijk           |
| 2 | Italië              |
| 3 | Verenigd Koninkrijk |

| Klasse | !land | Goud           | land | Zilver            | land | Brons           |
| ------ | ----- | -------------- | ---- | ----------------- | ---- | --------------- |
| 2-3    | FRA   | Andre Hennaert | ITA  | Pierino Scarcella | GBR  | Brian Dickinson |
| 4-5    | GBR   | Kevin Davies   | ISR  | Jason Aharoni     | BEL  | Ronny Waterbley |

## Vrouwen

### Degen
| \| Rank \| Land \| \| ---- \| --------- \| \| 1 \| Frankrijk \| \| 2 \| Israël \| \| 3 \| Hongkong \| |           |
| Rank                                                                                                  | Land      |
| 1 | Frankrijk |
| 2 | Israël    |
| 3 | Hongkong  |

| Klasse | !land | Goud                 | land | Zilver           | land | Brons           |
| ------ | ----- | -------------------- | ---- | ---------------- | ---- | --------------- |
| 1C     | FRA   | Veronique Soetemondt |      |                  |      |                 |
| 2-3    | FRA   | Murielle Desmarets   | ITA  | Mariella Bertini | FRA  | Jannick Seveno  |
| 4-5    | HKG   | Yuet Wah Fung        | FRA  | Sylviane Meyer   | FRA  | Therese Lemoine |

Atletiek · Bankdrukken · Basketbal · Boogschieten · Boccia · CP-voetbal · Gewichtheffen · Goalball · Koersbal · Paardensport · Schermen · Schietsport · Snooker · Tafeltennis · Volleybal · Worstelen · Wielersport · Zwemmen
Rome 1960 ·
Tokio 1964 ·
Tel Aviv 1968 ·
Heidelberg 1972 ·
Toronto 1976 ·
Arnhem 1980 ·
New York & Stoke Mandeville 1984 ·
Seoel 1988 ·
Barcelona 1992 ·
Atlanta 1996 ·
Sydney 2000 ·
Athene 2004 ·
Peking 2008 ·
Londen 2012 ·
Rio de Janeiro 2016 ·
Tokio 2020 ·
Parijs 2024 ·
Los Angeles 2028